# レガネス
レガネス（Leganés）は、スペイン・マドリード州のムニシピオ（基礎自治体）。マドリード首都圏に属しており、マドリードの中心市街地から南南西に約11kmの距離にある。

## 名称
歴史家によればLeganésまたはLeganitosという名前は、アラビア語の algannetまたはalganit（公園または果樹園）に由来するという。 

## 歴史
13世紀以前のレガネス周辺にはすでに集落があったことがわかっている。アルフォンソ10世時代の1280年、ヴィラが近隣の村落につくられた。そこから人々が周辺へ移り住んでいった理由を記す公式の記録は存在しないが、おそらく疫病の流行や略奪を避けてのものであったとされる。一説では人々はシルト（スペイン語でLégamo）のそばに住んだため、地名がLegumeに変わったともいわれる。時がたち、地名は現在と同じLeganésとなった。1345年、レガネスはマドリードの行政区域である村となった。
伝説によると、かつてのブタルケ村で粉屋が聖母マリアの出現に遭遇し、この地に教会を建てるよう命じられたという（ブタルケの聖母）。16世紀、レガネスに小さな礼拝堂ができた。カルロス1世の庶子で、ヘロニモという幼名で呼ばれていたのちのドン・フアン・デ・アウストリアは、幼年時代をレガネスですごしている。1627年、フェリペ4世によってレガネスは町となった。その後レガネス侯爵家の領土となったが、レガネスは独自の特権を保ち、侯爵家は市長を任命する権利のみ保有した。この状態は1820年に廃止されるまで続いた。地元の貴族フアン・ムーニョスは、レガネスとビリャベルデの貧民のために施療院をつくった。彼の名はレガネスの通りやコミュニティ・センターに残っている。1775年、カルロス3世は建築家フランシスコ・サバティーニに命じて王立ワロナス連隊の本部庁舎をつくらせた。かつての兵舎は修繕され、現在はマドリード・カルロス3世大学の校舎として使われている。
20世紀半ばまで、レガネス経済は農業に依存していた。スペイン内戦では、レガネス住民は共和国政府に忠実であったが、1936年にフランコ軍に占領された。
町の状況が劇的に変化したのは、産業が導入された1950年代からである。マドリードに働きに出てきたエストレマドゥーラ、カスティーリャ・ラ・マンチャ、アンダルシアの人々が手頃な価格の住宅や、家賃の安い集合住宅を求めて移り住んできた。1960年代には、農業の町からマドリードのベッドタウンへと変貌していった。1980年代にはカルロス3世大学が、1987年には大学付属セベーロ・オチョア病院ができた。
2004年4月3日、スペイン列車爆破事件の容疑者捜索のため、テロリストのアジトと目されたレガネス・ノルテ地区のアパートを公安部隊が包囲した。特殊部隊が配置されたところで自爆テロが起こり、特殊部隊の隊員1人が死亡、数名が重傷を負った 。アパートは住民が避難しなければならないほど損傷し、後に全て壊した上で建物が再建された。この事件後数日の間、数千人の人々がテロリズムに抗議して街頭を行進した.,

## 人口
| レガネスの人口推移 1900－2010                           |
|                                                         |
| 出典:INE（スペイン国立統計局）1900年 - 1991年、1996年 - |

## スポーツ
サッカークラブのCDレガネスの本拠地であり、市内のエスタディオ・ムニシパル・デ・ブタルケがホームスタジアムとなっている。

## 出身者
- カルロス・サストレ - 自転車ロードレース選手
- ホセ・ルイス・カミネロ - サッカー選手
- ダニ・カルバハル - サッカー選手
- ジョエル・ロブレス - サッカー選手
- ベアトリス・コラレス - バドミントン選手

## 姉妹都市
- エガレオ、ギリシャ
- ソモト、ニカラグア
- アロヨ・ナランホ、キューバ
- コンチャリ、チリ
- パペル・パンパ、ボリビア
- ラ・ゲーラ、西サハラ
- ベツレヘム、パレスチナ
- マカラ、エクアドル
- 湖州、中国
- タルギスト、モロッコ